# Raión de Sychovka
El raión de Sychovka (ruso: Сычёвский райо́н) es un distrito administrativo y municipal (raión) ruso perteneciente a la óblast de Smolensk. Se ubica en el noreste de la óblast. Su capital es Sychovka.
En 2021, el raión tenía una población de 13 348 habitantes.
El raión es limítrofe al norte con la óblast de Tver.

## Subdivisiones
Comprende la ciudad de Sychovka (la capital) y los asentamientos rurales de Duguinó, Karaváyevo, Máltsevo y Nikolskoye. Estas cinco entidades locales suman un total de 132 localidades.